# Ruillat
Der Ruillat ist ein kleiner Fluss in Frankreich, der im Département Loire in der Region Auvergne-Rhône-Alpes verläuft. Er entspringt an der Gemeindegrenze von Châtelneuf und Saint-Bonnet-le-Courreau, entwässert generell Richtung Osten – im Oberlauf an der Grenze des Regionaler Naturparks Limousin-Forez – und erreicht bei Champdieu das Tal der Loire. Danach durchquert er eine seenreiche Landschaft und mündet nach insgesamt rund 14 Kilometern im Gemeindegebiet von Mornand-en-Forez als linker Nebenfluss in den Vizezy. In seinem Mittelteil quert der Ruillat die Bahnstrecke Clermont-Ferrand–Saint-Just-sur-Loire sowie den Canal du Forez.

## Orte am Fluss
(Reihenfolge in Fließrichtung)
- Pramol, Gemeinde Saint-Bonnet-le-Courreau
- Planchat, Gemeinde Saint-Bonnet-le-Courreau
- Sollègue, Gemeinde Châtelneuf
- Lard, Gemeinde Pralong
- Champdieu
- Les Trois Ponts, Gemeinde Champdieu
- Les Belles Dents, Gemeinde Savigneux
- Les Comolons, Gemeinde Mornand-en-Forez

## Sehenswürdigkeiten
- Château de Vaugirard, Schloss aus dem 17. Jahrhundert am Flussufer, in der Gemeinde Champdieu – Monument historique[4]